# Payback (2015)
Cet article concerne l'édition 2015 du pay-per-view Payback. Pour toutes les autres éditions, voir WWE Payback.
 (mai 2015).
Si vous disposez d'ouvrages ou d'articles de référence ou si vous connaissez des sites web de qualité traitant du thème abordé ici, merci de compléter l'article en donnant les références utiles à sa vérifiabilité et en les liant à la section « Notes et références ».
L'édition 2015 de Payback est une manifestation de catch (lutte professionnelle) télédiffusée et visible en paiement à la séance ainsi que gratuitement sur la chaîne de télévision française AB1 ainsi qu'en streaming payant sur le WWE Network. L'événement, produit par la World Wrestling Entertainment (WWE), a eu lieu le 17 mai 2015 au Royal Farms Arena à Baltimore, dans l'État du Maryland. Il s'agit de la troisième édition de Payback. Le show était le cinquième pay-per-view de la WWE en 2015. Randy Orton est la vedette de l'affiche officielle (promotionnelle).

## Contexte
Les spectacles de la WWE en paiement à la séance sont constitués de matchs aux résultats prédéterminés par les scénaristes de la WWE. Ces rencontres sont justifiées par des storylines — une rivalité avec un catcheur, la plupart du temps — ou par des qualifications survenues dans les émissions de la WWE telles que Raw, SmackDown, Superstars et Main Event. Tous les catcheurs possèdent un gimmick, c'est-à-dire qu'ils incarnent un personnage gentil ou méchant, qui évolue au fil des rencontres. Un pay-per-view comme Payback est donc un événement tournant pour les différentes storylines en cours.

### Seth Rollins vs Randy Orton vs Roman Reigns vs Dean Ambrose
A Extreme Rules, Seth Rollins bat Randy Orton dans un Steel cage match pour conserver son WWE World Heavyweight Championship. Le 27 avril à Raw, après qu'Orton et Roman Reigns aient battu Rollins et Kane, il a été annoncé, par le vote sur l'application de la WWE que Rollins défendrait son titre contre Orton et Reigns dans un Triple Threat match lors de Payback. Le 4 mai à Raw, Dean Ambrose bat Rollins et, grâce à la stipulation du match, il a été ajouté à la rencontre, rendant ainsi le match un Fatal Four Way. Le 11 mai à Raw, Triple H a annoncé que si Rollins perdait le titre, Kane ne sera plus le directeur des Opérations.

### John Cena contre Rusev
A WrestleMania 31, John Cena bat Rusev et gagne le Championnat des États-Unis de la WWE. Lors de Extreme Rules, Cena a conservé son titre en battant le russe dans un match de la chaîne russe. Plus tard dans la soirée de l'événement, après avoir parlé à The Autority, Lana a annoncé que Cena défendrait son titre contre Rusev dans un "I Quit" match à l'événement.

### King Barrett contre Neville
Dans le Pré-Show d'Extreme Rules, Neville bat Bad News Barrett. Le 28 avril, Barrett bat Neville dans un tournoi King of the Ring and adopte le nom du ring King Barrett.
Le 7 mai à SmackDown, Neville et Dolph Ziggler battent King Barrett et Sheamus. Le 11 mai à Raw, il a été annoncé que Barrett ferait face à Neville durant Payback.

### Dolph Ziggler contre Sheamus
A Extreme Rules, Ziggler bat Sheamus dans un Kiss Me Arse match. Le 7 mai à SmackDown, Ziggler et Neville battent King Barrett et Sheamus. Le 11 mai à Raw, il a été annoncé que Dolph Ziggler ferait face à Sheamus.

### The New Day contre Tyson Kidd et Cesaro
À Extreme Rules, The New Day battent Tyson Kidd et Cesaro pour gagner le Championnat par équipe de la WWE. Le 30 avril à SmackDown, Kidd et Cesaro battent The New Day par disqualification dans un match revanche pour les titres. Le 11 mai à Raw, il a été annoncé que The New Day défendront leurs titres contre Kidd & Cesaro dans un 2-out-of-3 Falls Tag Team match, à l'événement.

### Curtis Axel et Macho Mandow contre The Ascension
Le 11 mai à Raw, durant le match entre Curtis Axel et Damien Sandow, en guise de Macho Mandow, The Ascension attaquent Axel et Mandow. Il a été annoncé que Axel et Mandow ferait face à The Ascension dans le pré-show de Payback.

### Ryback contre Bray Wyatt
Le 27 avril à Raw, Bray Wyatt attaque Ryback après que Ryback ait battu Bo Dallas, ayant envoyé des messages à Ryback quelques semaines avant. Le 30 avril à SmackDown, Wyatt attaque Ryback après que ce dernier ait battu Luke Harper. Le 11 mai à Raw, Ryback attaque Wyatt. Le 13 mai, il a été annoncé sur WWE.com que Ryback ferait face à Bray Wyatt, à l'événement.

### The Bella Twins contre Naomi et Tamina Snuka
A Extreme Rules, Nikki Bella bat Naomi pour conserver son titre des Divas de la WWE. Le 27 avril à Raw, Naomi bat Brie Bella. Le 4 mai à Raw, Naomi et le retour de Tamina Snuka attaquent Nikki et Brie. Le 11 mai à Raw, Tamina bat Brie. Le 14 mai à SmackDown, il a été annoncé que Tamina et Naomi feraient face au Bella Twins, à l'événement.

## Tableau des matchs
| #                                                                | Matchs | Stipulations | Temps |
| ---------------------------------------------------------------- | --- | --- | ----- |
| Pré-Show                                                         | R-Truth bat Stardust                                                                                         | Match simple. | 06:50 |
| Pré-Show                                                         | The Ascension (Konnor et Viktor) battent The Meta Powers (Curtis Axel et Damien Sandow)                      | Tag team match | 02:50 |
| 1                                                                | Sheamus bat Dolph Ziggler                                                                                    | Match simple. | 12:20 |
| 2                                                                | The New Day (Big E et Kofi Kingston) (c) (avec Xavier Woods) battent Tyson Kidd et Cesaro (avec Natalya) 2-1 | 2 Out of 3 Falls Tag team match pour le WWE Tag Team Championship.                                                                                | 12:40 |
| 3                                                                | Bray Wyatt bat Ryback                                                                                        | Match simple. | 10:54 |
| 4                                                                | John Cena (c) bat Rusev                                                                                      | « I Quit » match pour le WWE United States Championship.                                                                                          | 27:58 |
| 5                                                                | Naomi et Tamina Snuka battent The Bella Twins (Nikki Bella et Brie Bella)                                    | Tag team match. | 06:13 |
| 6                                                                | Neville bat King Barrett par décompte à l'extérieur                                                          | Match simple. | 07:22 |
| 7                                                                | Seth Rollins (c) bat Roman Reigns, Dean Ambrose et Randy Orton                                               | Fatal 4-Way match pour le WWE World Heavyweight Championship (Si Rollins perd le match, Kane sera viré de son poste de Directeur des Opérations). | 21:06 |
| (c) désigne le(s) champion(s) défendant son titre dans le match. | | |       |